# Министерство по корпоративным вопросам Индии
Министерство по корпоративным вопросам Индии отвечает за регулирование промышленных предприятий и сектор услуг.
Министерство администрирует следующие законы:
- Закон о компаниях 1956 года (основной закон, регулирующий создание, существование и роспуск компаний, отношения между акционерами, компанией, общественностью и правительством).
- Закон о конкуренции (2002)
- Закон о монополиях и ограничительной торговой практике (1969)
- Закон о дипломированных бухгалтерах (1949). [Поправка к Закону от 2006 года]
- Закон о секретарях компаний (1980). [Поправка к Закону от 2006 года]
- Закон о стоимости работ и бухгалтерах (1959) [Поправка к Закону от 2006 года]
- Закон о (передаче в дар в государственный) Фонд (1951)
- Закон о партнерстве (1932)
- Закон о регистрации общественных организаций (1860)
- Поправка к Закону о компаниях от 2006 года